# Jeep Compass
El Jeep Compass es un automóvil todocamino de cuatro puertas del segmento C que el fabricante estadounidense Jeep comenzó a fabricar en el año 2006. Es un cinco plazas con motor delantero transversal y carrocería de cinco puertas, disponible en versiones de tracción delantera y a las cuatro ruedas. Actualmente se encuentra en su segunda gneración. La primera generación del Compass y el Patriot, su variante reetiquetada, fueron de los primeros crossover SUVs de Jeep. La segunda generación del Compass debutó en septiembre de 2016 en el Salón del Automóvil de Los Ángeles en noviembre de 2016, compartiendo una plataforma modificada con el Renegade.

## Concepto
Cuatro años antes de la presentación del Jeep Compass, un prototipo de automóvil con el mismo nombre tuvo su premier mundial en Detroit en el Salón del Automóvil Internacional de Norteamérica de 2002. Presentaba un cuerpo de dos puertas, tracción integral y un motor V6 de 3.7 litros.
El motor V6 3.7 L Power-Tech del Jeep Liberty no llegó al nuevo Compass para el 2007, aunque el modelo de producción del Compass mantuvo pistas de estilo del prototipo y algunas de sus características. El modelo de producción del Compass además tenía cuatro puertas en vez de las dos del carro concepto.

## Primera generación - MK49 (2006-2017)
La primera generación del Compass se presentó al público en el Salón del Automóvil de Detroit de 2006. El primer Compass se ensambló el 30 de mayo de 2006 en Belidere, Illinois, donde se producía el Dodge Neon.
Utiliza la plataforma Daimler-Chrysler/Mitsubishi GS, compartida con el Mitsubishi Lancer, el Jeep Patriot y con el Dodge Caliber. El Compass y el Patriot fueron la primera incursión de la marca Jeep en el mercado de los todocaminos. Estos vehículos se diferencian por su estilo y comercialización: El Patriot es un Jeep 4 puertas estilizado de manera tradicional como vagoneta, mientras que el Compass tiene una apariencia más suave como hatchback, similar al Dodge Caliber.
Aunque el Compass no llevaba la medalla "Trail Rated" encontrada en otros SUVs de la familia Jeep en sus modelos 2007-2010, pero recibió la medalla "Trail Rated" para el modelo 2011. Esto indica que el Compass tenía como objetivo primeros compradores de Jeep y a aquellos que conducían de manera permanente en caminos pavimentados.

### Rediseño
En 2011 Jeep rediseñó el Compass para asemejarse más al Grand Cherokee, aunque manteniendo su propia identidad. El Jeep Compass 2011 también recibió una suspensión reajustada para un mejor manejo, un interior actualizado y más equipamiento de serie, así como paquetes opcionales como el paquete Off-Road Freedom Drive II que incluía una transmisión continuamente variable acoplada a una configuración de rango bajo, con llantas todo terreno de 17 pulgadas en aluminio, cubrecárter, sistema de tracción integral y altura del suelo incrementada una pulgada.
Un Compass edición especial conmemoró el 70 aniversario de Jeep en 2011, e incluía varias actualizaciones, interiores especiales, medallas, ruedas y estuvo disponible solo en tres colores exteriores: Bronze Star, Bright Silver y Negro.

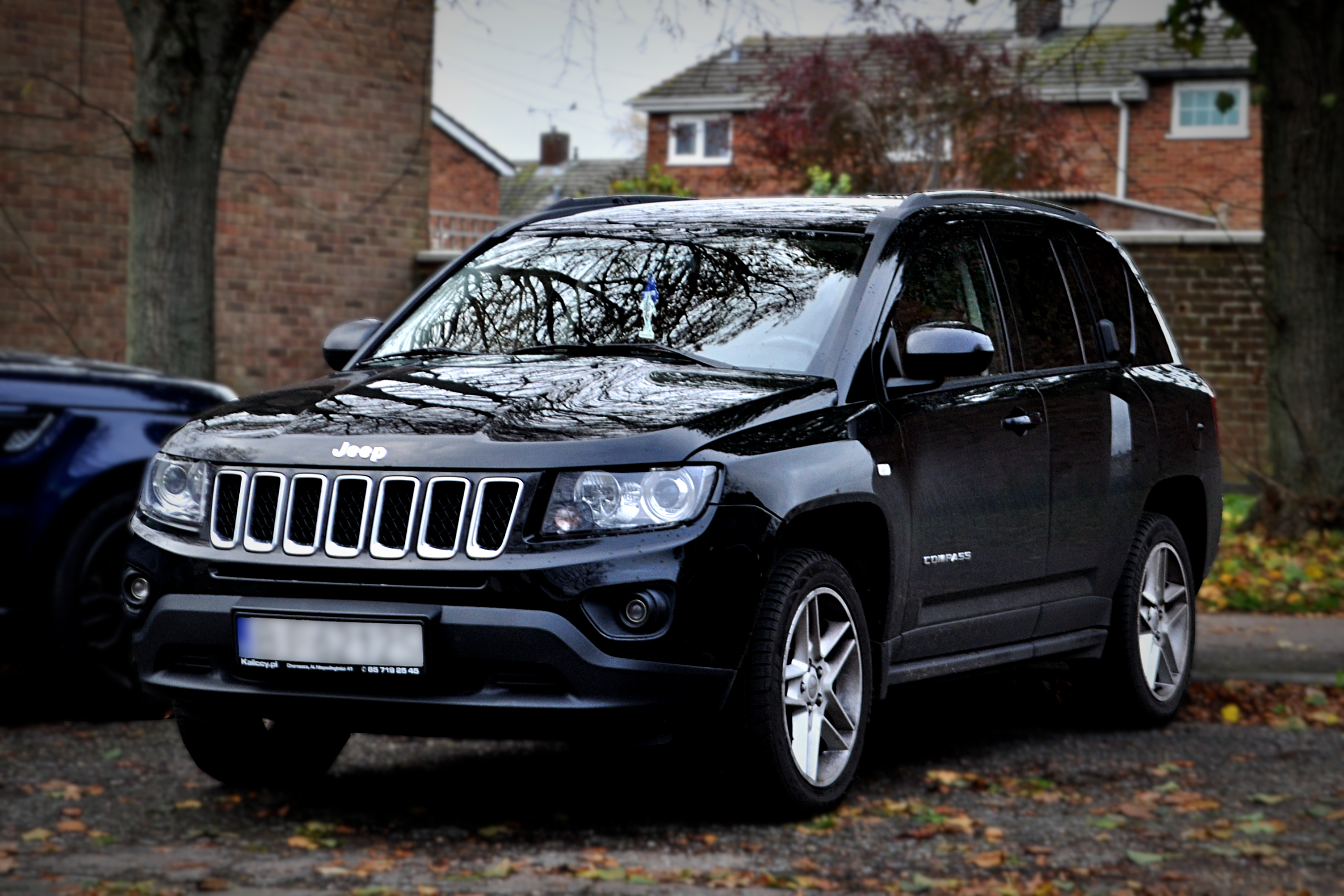
Jeep Compass, modelo 2011
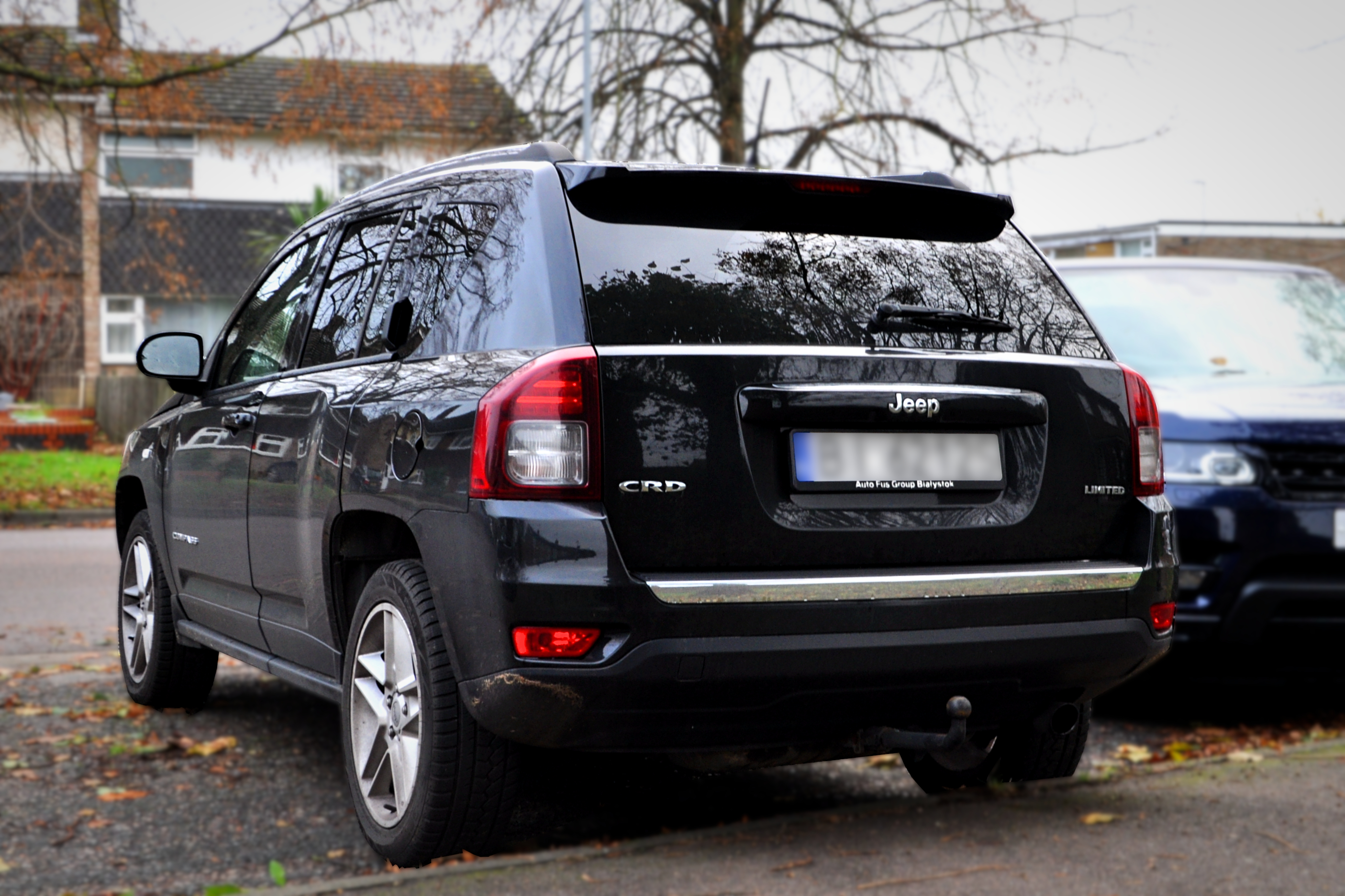
Jeep Compass, modelo 2011

### Motorizaciones
Los motores gasolina eran un 2,0 litros de 156 CV y un 2,4 litros de 170 CV, mientras que los Diésel son un 2,0 litros de 140 CV y un 2,2 litros de 136 o 163 CV.
| Periodo                        | 2011-2016                                    | 2007-2016                                                                                              | 2007-2010                                                     | 2010-2016                                                  | 2011-2016                                                  |
| Identificación del motor       | Chrysler World                               | Chrysler World                                                                                         | VW 2.0 TDI PD                                                 | Mercedes OM651                                             | Mercedes OM651                                             |
| Tipo de motor                  | L4 16v                                       | L4 16v                                                                                                 | L4 16v, inyección directa, inyector-bomba, turbo, intercooler | L4 16v, inyección directa, common-rail, turbo, intercooler | L4 16v, inyección directa, common-rail, turbo, intercooler |
| Diámetro x carrera             | 86.0 mm × 86.0 mm                            | 88.0 mm × 97.0 mm                                                                                      | 81.0 mm × 95.5 mm                                             | 83.0 mm × 99.0 mm                                          | 83.0 mm × 99.0 mm                                          |
| Cilindrada                     | 1998 cm³                                     | 2360 cm³                                                                                               | 1968 cm³                                                      | 2143 cm³                                                   | 2143 cm³                                                   |
| Relación de compresión         | 10.5: 1                                      | 10.5: 1                                                                                                | 18.5: 1                                                       | 16.2: 1                                                    | 16.2: 1                                                    |
| Potencia máxima: CV (kW) @ rpm | 156 CV (115 kW) @ 6300                       | 170 CV (125 kW) @ 6000                                                                                 | 140 CV (103 kW) @ 4000                                        | 136 CV (100 kW) @ 3600-4200                                | 163 CV (120 kW) @ 3600-4200                                |
| Par máximo: Nm @ rpm           | 190 Nm @ 5100                                | 220 Nm @ 4500                                                                                          | 310 Nm @ 1750-2500                                            | 320 Nm @ 1400-3600                                         | 320 Nm @ 1400-3600                                         |
| Tracción                       | Delantera                                    | Total (Freedom-Drive I)                                                                                | Total (Freedom-Drive I)                                       | Delantera Total (Freedom-Drive I)                          | Total (Freedom-Drive I)                                    |
| Transmisión                    | Manual, 5 velocidades (Magna Driveline T355) | Manual, 5 velocidades (Magna Driveline T355) Automática, variador continuo (Jatco Model CVT2 (JF011E)) | Manual, 6 velocidades (Aisin BG6)                             | Manual, 6 velocidades (Aisin BG6)                          | Manual, 6 velocidades (Aisin BG6)                          |
| Peso                           | 1500 kg                                      | 1460-1535 kg                                                                                           | 1540 kg                                                       | 1639-1680 kg                                               | 1685 kg                                                    |
| Aceleración (0-100 Km/h)       | 10.6 s                                       | 10.7-11.3 s                                                                                            | 11.0 s                                                        | 11.5 s                                                     | 9.7 s                                                      |
| Velocidad máxima               | 180 Km/h                                     | 183-185 Km/h                                                                                           | 189 Km/h                                                      | 201 Km/h                                                   | 201 Km/h                                                   |
| Consumo combinado (L/100 km)   | 7.6                                          | 8.6-8.7                                                                                                | 6.5                                                           | 6.1-6-6                                                    | 6.6                                                        |

## Segunda generación (2017-presente)
El Compass de segunda generación se presentó al público en Brasil a fines de 2016. Se desarrolló sobre la plataforma Small Wide LWB, compartida con el Jeep Renegade y el Fiat 500X. El modelo se fabrica en Toluca (México), Goiana (Brasil), Guangzhou (China) y Ranjangaon (India).

### Producción
El Compass se ensambla en plantas en México, Brasil, China y la India. Los modelos de América del Norte y de Europa se fabrican en Toluca, México, después de moverse desde Belvidere, Illinois, Estados Unidos. En Brasil, la segunda generación del Jeep Compass comenzó su producción el 26 de septiembre de 2016 en la nueva planta de ensamble en Goiana. La producción del Compass de primera generación y el Patriot terminó a principios de 2017, y la producción de los Compass de segunda generación comenzó en primavera de 2017 para los modelos norteamericanos. Ensamblándose en las instalaciones de Fiat en Ranjangaon, Maharastra, es el primer modelo de Jeep que se ensambla en la India.
Durante 2018, el Jeep Compass se convirtió el segundo vehículo más producido de México, con 253,285 unidades fabricadas en Toluca.
En el año 2019, el Compass fabricado en México llegó a ser en el tercer vehículo más fabricado del país durante ese año con 195 689 unidades.

### Motorizaciones
| Periodo                        | 2020-presente                                 | 2020-presente                                 | 2020-presente                                                          | 2020-presente                                                          | 2017-2020                                     | 2017-2020                                     | 2017-presente                                              | 2017-2020                                                  | 2017-2019                                                  | 2019-2020                                                  |
| Identificación del motor       | FCA FireFly T4                                | FCA FireFly T4                                | FCA FireFly T4 PHEV                                                    | FCA FireFly T4 PHEV                                                    | FCA FIRE                                      | FCA FIRE                                      | Fiat Multijet II                                           | Fiat Multijet II                                           | Fiat Multijet II                                           | Fiat Multijet II                                           |
| Tipo de motor                  | L4 16v, inyección directa, turbo, intercooler | L4 16v, inyección directa, turbo, intercooler | L4 16v, inyección directa, turbo, intercooler, motor eléctrico de 400V | L4 16v, inyección directa, turbo, intercooler, motor eléctrico de 400V | L4 16v, inyección directa, turbo, intercooler | L4 16v, inyección directa, turbo, intercooler | L4 16v, inyección directa, common-rail, turbo, intercooler | L4 16v, inyección directa, common-rail, turbo, intercooler | L4 16v, inyección directa, common-rail, turbo, intercooler | L4 16v, inyección directa, common-rail, turbo, intercooler |
| Diámetro x carrera             | 70.0 mm × 86.5 mm                             | 70.0 mm × 86.5 mm                             | 70.0 mm × 86.5 mm                                                      | 70.0 mm × 86.5 mm                                                      | 72.0 mm × 84.0 mm                             | 72.0 mm × 84.0 mm                             | 79.5 mm × 80.5 mm                                          | 83.0 mm × 90.4 mm                                          | 83.0 mm × 90.4 mm                                          | 83.0 mm × 90.4 mm                                          |
| Cilindrada                     | 1332 cm³                                      | 1332 cm³                                      | 1332 cm³                                                               | 1332 cm³                                                               | 1368 cm³                                      | 1368 cm³                                      | 1598 cm³                                                   | 1956 cm³                                                   | 1956 cm³                                                   | 1956 cm³                                                   |
| Relación de compresión         | 10.5: 1                                       | 10.5: 1                                       | 10.5: 1                                                                | 10.5: 1                                                                | 10.0: 1                                       | 10.0: 1                                       | 16.5: 1                                                    | 16.5: 1                                                    | 16.5: 1                                                    | 16.5: 1                                                    |
| Potencia máxima: CV (kW) @ rpm | 130 CV (96 kW) @ 4750                         | 150 CV (110 kW) @ 5500                        | 130 CV (96 kW) @ 5500 + 60 CV (44 kW)                                  | 179 CV (132 kW) @ 5750 + 60 CV (44 kW)                                 | 140 CV (103 kW) @ 5000                        | 170 CV (125 kW) @ 5500                        | 120 CV (88 kW) @ 3750                                      | 140 CV (177 kW) @ 3750                                     | 170 CV (125 kW) @ 3750                                     | 170 CV (125 kW) @ 4000                                     |
| Par máximo: Nm @ rpm           | 270 Nm @ 1560                                 | 270 Nm @ 1560                                 | 270 Nm @ 1850 + 250 Nm                                                 | 270 Nm @ 1850 + 250 Nm                                                 | 230 Nm @ 1750                                 | 250 Nm @ 2500                                 | 320 Nm @ 1750                                              | 350 Nm @ 1500                                              | 350 Nm @ 1750                                              | 380 Nm @ 1750                                              |
| Tracción                       | Delantera                                     | Delantera                                     | Total                                                                  | Total                                                                  | Delantera                                     | Total                                         | Delantera                                                  | Total                                                      | Total                                                      | Total                                                      |
| Transmisión                    | Manual, 6 velocidades                         | Automática, 6 velocidades                     | Automática, 6 velocidades                                              | Automática, 6 velocidades                                              | Manual, 6 velocidades                         | Automática, 9 velocidades                     | Manual, 6 velocidades                                      | Manual, 6 velocidades Automática, 9 velocidades            | Automática, 9 velocidades                                  | Automática, 9 velocidades                                  |
| Peso                           | 1505 kg                                       | 1505 kg                                       | 1935 kg                                                                | 1935 kg                                                                | 1430 kg                                       | 1549 kg                                       | 1615 kg                                                    | 1575 kg                                                    | 1619 kg                                                    | 1619 kg                                                    |
| Aceleración (0-100 Km/h)       | 10.3 s                                        | 9.1 s                                         | 7.9 s                                                                  | 7.3 s                                                                  | 9.8 s                                         | 9.3 s                                         | 11.2 s                                                     | 10.1 s                                                     | 10.1 s                                                     | 10.1 s                                                     |
| Velocidad máxima               | 192 Km/h                                      | 199 Km/h                                      | 183 Km/h                                                               | 200 Km/h                                                               | 195 Km/h                                      | 200 Km/h                                      | 187 Km/h                                                   | 192 Km/h                                                   | 196 Km/h                                                   | 190 Km/h                                                   |
| Consumo combinado (L/100 km)   | 6.6                                           | 6.7                                           | 2.1                                                                    | 2.2                                                                    | 7.7                                           | 9.3                                           | 5.6                                                        | 7.0                                                        | 6.5                                                        | 6.9                                                        |